# Мужская сборная Литвы по баскетболу
Сборная Литвы по баскетболу — национальная баскетбольная команда, представляющая Литву на международной баскетбольной арене. Одна из самых успешных сборных в мире: Литва принимала участие в пяти Олимпийских играх и завоевала три бронзовые медали. Управляющим органом сборной выступает Литовская федерация баскетбола.
Сборная Литвы выиграла два предвоенных чемпионата Европы: 1937 и 1939 годов. К этим победам сборную привёл Пранас Лубинас (Фрэнк Любин), который помог популяризировать баскетбол в стране. Лубинаса называют «Дедушкой Литовского баскетбола».
С 1940 по 1990 год Литва входила в состав СССР, большое количество игроков сборной Советского Союза составляли игроки литовской школы баскетбола. На Олимпийских играх 1988 года золотые медали в составе сборной СССР выиграли 4 литовца: Вальдемарас Хомичюс, Арвидас Сабонис, Римас Куртинайтис, Шарунас Марчюлёнис.
С 1992 года сборная Литвы выступает самостоятельно. В 2003 году выиграла чемпионат Европы.
В 2011 году Литва принимала чемпионат Европы по баскетболу.

## Статистика выступлений

### Олимпийские игры
| Турнир         | Позиция              | Победы               | Поражения            |
| -------------- | -------------------- | -------------------- | -------------------- |
| 1992 Барселона | 3-е место            | 6                    | 2                    |
| 1996 Атланта   | 3-е место            | 5                    | 3                    |
| 2000 Сидней    | 3-е место            | 5                    | 3                    |
| 2004 Афины     | 4-е место            | 6                    | 2                    |
| 2008 Пекин     | 4-е место            | 5                    | 3                    |
| 2012 Лондон    | 8-е место            | 2                    | 4                    |
| 2016 Рио       | 5-е место            | 3                    | 3                    |
| 2020 Токио     | не квалифицировались | не квалифицировались | не квалифицировались |
| 2024 Париж     | не квалифицировались | не квалифицировались | не квалифицировались |

### Чемпионаты мира
| Турнир                            | Позиция   | Победы | Поражения |
| --------------------------------- | --------- | ------ | --------- |
| Чемпионат мира по баскетболу 1998 | 7-е место | 5      | 4         |
| Чемпионат мира по баскетболу 2006 | 7-е место | 5      | 4         |
| Чемпионат мира по баскетболу 2010 | 3-е место | 8      | 1         |
| Чемпионат мира по баскетболу 2014 | 4-е место | 6      | 3         |
| Чемпионат мира по баскетболу 2019 | 9-е место | 3      | 2         |
| Чемпионат мира по баскетболу 2023 | 6-е место | 6      | 2         |

### Чемпионаты Европы
| Турнир          | Поз.       | В | П |
| --------------- | ---------- | - | - |
| Евробаскет 1937 | 1-е место  | 5 | 0 |
| Евробаскет 1939 | 1-е место  | 7 | 0 |
| Евробаскет 1995 | 2-е место  | 7 | 2 |
| Евробаскет 1997 | 6-е место  | 5 | 4 |
| Евробаскет 1999 | 5-е место  | 7 | 2 |
| Евробаскет 2001 | 11-е место | 2 | 2 |
| Евробаскет 2003 | 1-е место  | 6 | 0 |
| Евробаскет 2005 | 5-е место  | 5 | 1 |
| Евробаскет 2007 | 3-е место  | 8 | 1 |
| Евробаскет 2009 | 11-е место | 1 | 5 |
| Евробаскет 2011 | 5-е место  | 8 | 3 |
| Евробаскет 2013 | 2-е место  | 8 | 3 |
| Евробаскет 2015 | 2-е место  | 7 | 2 |
| Евробаскет 2017 | 9-е место  | 4 | 2 |
| Евробаскет 2022 | 15-е место | 2 | 4 |

## Состав
| Перейти к шаблону «Состав сборной Литвы по баскетболу» | Состав сборной Литвы по баскетболу |  |

| Поз. | №  | Имя                  | Дата рождения (возраст)   | Рост   | Клуб                |
| ---- | -- | -------------------- | ------------------------- | ------ | ------------------- |
| Ф    | 4  | Эйгирдас Жукаускас   | 3 июня 1992 (33 года)     | 204 см | Вулвз               |
| З/Ф  | 9  | Игнас Браздейкис     | 8 января 1999 (26 лет)    | 198 см | Жальгирис           |
| Ф/Ц  | 11 | Домантас Сабонис     | 3 мая 1996 (29 лет)       | 211 см | Сакраменто Кингз    |
| РЗ   | 13 | Рокас Йокубайтис     | 19 ноября 2000 (24 года)  | 193 см | Барселона           |
| Ц    | 14 | Мартинас Эходас      | 7 июля 1997 (27 лет)      | 206 см | Ритас               |
| Ц    | 17 | Йонас Валанчюнас (К) | 6 мая 1992 (33 года)      | 213 см | Нью-Орлеан Пеликанс |
| Ф    | 19 | Миндаугас Кузминскас | 19 октября 1989 (35 лет)  | 206 см | свободный агент     |
| З    | 30 | Криступас Жемайтис   | 24 июня 1996 (28 лет)     | 192 см | Вулвз               |
| ЛФ   | 31 | Рокас Гедрайтис      | 16 августа 1992 (32 года) | 200 см | Баскония            |
| АЗ   | 40 | Марюс Григонис       | 26 апреля 1994 (31 год)   | 198 см | Панатинаикос        |
| РЗ   | 43 | Лукас Лекавичюс      | 30 марта 1994 (31 год)    | 184 см | Жальгирис           |
| ЛФ   | 51 | Арнас Буткявичюс     | 10 октября 1992 (32 года) | 197 см | Жальгирис           |

## Игроки
Полный список игроков сборной Литвы, о которых есть статьи в Википедии, см. тут.

## Главные тренеры
- 1992—1997 —  Владас Гарастас
- 1997—2001 —  Йонас Казлаускас
- 2001—2006 —  Антанас Сирейка
- 2007—2009 —  Рамунас Бутаутас
- 2009—2012 —  Кястутис Кемзура
- 2012—2016 —  Йонас Казлаускас
- 2016—2019 —  Дайнюс Адомайтис
- 2019—2021 —  Дарюс Масколюнас
- 2021—2023 —  Казис Максвитис
- 2023—н. в. —  Гедрюс Жибенас